# Благодатненська сільська рада (Іванівський район)
Благода́тненська сільська́ ра́да — колишня  адміністративно-територіальна одиниця та орган місцевого самоврядування в Іванівському районі Херсонської області. Адміністративний центр — село Благодатне.

## Загальні відомості
- Територія ради: 81,618 км²
- Населення ради: 1 103 особи (станом на 2001 рік)

## Населені пункти
Сільській раді були підпорядковані населені пункти:
- с. Благодатне
- с. Тимофіївка

## Склад ради
Рада складалася з 16 депутатів та голови.
- Голова ради: Чулан Валентина Данилівна

### Керівний склад попередніх скликань
| Прізвище, ім'я, по батькові   | Основні відомості                                                         | Дата обрання | Дата звільнення |
| ----------------------------- | ------------------------------------------------------------------------- | ------------ | --------------- |
| Чмілевський Леонід Вікторович | Сільський голова, 1950 року народження, член Партії регіонів              | 26.03.2006   | 31.10.2010      |
| Малохатко Юрій Васильович     | Сільський голова, 1979 року народження, освіта вища, член Партії регіонів | 31.10.2010   | 01.01.2014      |
| Чулан Валентина Данилівна     | Сільський голова, 1963 року народження, освіта вища, позапартійна         | 26.10.2014   |                 |

Примітка: таблиця складена за даними сайту Верховної Ради України

### Депутати
За результатами місцевих виборів 2010 року депутатами ради стали:

#### За суб'єктами висування
| Суб'єкт висування | Кількість обраних депутатів | %    |
| ----------------- | --------------------------- | ---- |
| Партія регіонів   | 13                          | 81,3 |
| Самовисування     | 3                           | 18,8 |

#### За округами
| № округу        | Прізвище, ім'я, по батькові        | Дата визнання обраним | Освіта  | Партійна приналежність | Відомості про обраного депутата                                 |
| --------------- | ---------------------------------- | --------------------- | ------- | ---------------------- | --------------------------------------------------------------- |
| Партія регіонів |                                    |                       |         |                        |                                                                 |
| 1               | Чмілевський Леонід Вікторович      | 03.11.2010            | вища    | член Партії регіонів   | Благодатненська сільська рада, голова                           |
| 2               | Палагнюк Микола Михайлович         | 03.11.2010            | середня | член Партії регіонів   | тимчасово не працює                                             |
| 3               | Чулан Валентина Данилівна          | 03.11.2010            | вища    | позапартійна           | Благодатненська сільська рада, секретар                         |
| 4               | Зайчуковський Сергій Станіславович | 03.11.2010            | середня | член Партії регіонів   | СКП «Таврія», слюсар                                            |
| 5               | Рябов Павло Олександрович          | 03.11.2010            | середня | позапартійний          | СТОВ «Таврійська перспектива», агроном обліковець               |
| 6               | Саніна Ганна Дмитрівна             | 03.11.2010            | середня | позапартійна           | приватний підприємець                                           |
| 7               | Коніщева Ганна Василівна           | 03.11.2010            | середня | позапартійна           | Благодатненський сільський будинок культури, директор           |
| 8               | Петров Юрій Олександрович          | 03.11.2010            | вища    | член Партії регіонів   | Благодатненська загальноосвітня школа І-ІІІ ст., директор       |
| 9               | Кравець Микола Євгенійович         | 03.11.2010            | середня | член Партії регіонів   | Благодатненський молокоблок, охоронець                          |
| 10              | Попова Людмила Іванівна            | 03.11.2010            | середня | позапартійна           | приватний підприємець Саніна Г. Д., реалізатор                  |
| 11              | Нікітін Юрій Миколайович           | 03.11.2010            | вища    | член Партії регіонів   | приватний підприємець                                           |
| 12              | Басич Тимофій Трохимович           | 03.11.2010            | середня | позапартійний          | приватний підприємець                                           |
| 13              | Ковба Наталія Михайлівна           | 03.11.2010            | середня | позапартійна           | Благодатненська сільська рада, спеціаліст по земельним питанням |
| Самовисування   |                                    |                       |         |                        |                                                                 |
| 14              | Ковба Сергій Олександрович         | 03.11.2010            | вища    | позапартійний          | тимчасово не працює                                             |
| 15              | Шомовк Лідія Мартинівна            | 03.11.2010            | середня | позапартійна           | Благодатненська сільська рада, головний бухгалтер               |
| 16              | Шевченко Валерій Сергійович        | 03.11.2010            | середня | позапартійний          | тимчасово не працює                                             |

## Населення
Згідно з переписом УРСР 1989 року чисельність наявного населення сільської ради становила 1298 осіб, з яких 620 чоловіків та 678 жінок.
За переписом населення України 2001 року в сільській раді мешкали 1133 особи.

### Мова
Розподіл населення за рідною мовою за даними перепису 2001 року:
| Мова       | Відсоток |
| ---------- | -------- |
| українська | 93,93 %  |
| російська  | 5,26 %   |
| молдовська | 0,18 %   |
| білоруська | 0,09 %   |
| вірменська | 0,09 %   |
| інші       | 0,45 %   |